# Erdemir Spor Kulübü
Maillots
L'Erdemir Spor Kulübü est un club turc de basket-ball, basé dans la ville de Zonguldak, en Turquie.

## Historique
Son meilleur résultat en Turquie est une participation à la finale de la Coupe de Turquie en 2009, finale perdue face au club de l'Efes Pilsen.

## Joueurs célèbres ou marquants
- Erdal Bibo
- Erkan Veyseloğlu
- Hakan Demirel
- Hakan Köseoğlu
- Ersin Sezer
- - Mohamed Kone
- Mark Dickel
- Alex Gordon
- - Antwain Barbour
- Antwan Scott
- Antwayne Robinson
- DeWayne Jefferson
- James Thomas
- K'Zell Wesson
- - Leon Williams
- Nate Funk
- Nicholas Stapleton
- Pervis Pasco
- Tremmell Darden